# Ilias Chatzitheodoridis
Ilias Chatzitheodoridis (griechisch Ηλίας Χατζηθεοδωρίδης, * 5. November 1997 in Katerini) ist ein griechischer Fußballspieler.

## Karriere
Chatzitheodoridis begann seine Karriere 2012 beim griechischen Amateurverein Mas Kallitheakos, ehe er 2014 in die Nachwuchsakademie des englischen Erstligisten FC Arsenal wechselte. Für dessen U18-Auswahl bestritt er in den folgenden zwei Jahren 44 Spiele und erzielte dabei ein Tor. 2016 wechselte er zum FC Brentford, wo er für die zweite Mannschaft spielte. Im Januar 2018 wurde er für die Rückrunde an Cheltenham Town verliehen, wo er in der Football League Two auf 18 Spieleinsätze kam. Zwischen 2018 und 2022 stand er bei Panathinaikos Athen unter Vertrag und konnte 2022 mit dem Gewinn des griechischen Vereinspokals den ersten Titel seine Profikarriere gewinnen. Im Sommer 2022 wechselte Chatzitheodridis zu Panetolikos, wo er einen Vertrag über zwei Jahre erhielt.

## Erfolge
- Griechischer Pokalsieger: 2022